# William Herbert, 1:e earl av Pembroke (1501–1570)
William Herbert, 1:e earl av Pembroke, född omkring 1501, död den 17 mars 1570, var en engelsk adelsman av walesisk börd, son till Richard Herbert, far till Henry Herbert, 2:e earl av Pembroke.
Herbert var gift med Anne Parr och vann Henrik VIII:s gunst efter dennes giftermål (1546) med hans svägerska, Katarina Parr; på ett av kungen erhållet indraget klostergods byggde han det ståtliga familjeslottet Wilton i Wiltshire. 
Han var en av Henrik VIII:s testamentsexekutörer, utnämndes 1550 till ståthållare (president) över Wales och belönades för sin medverkan till Warwicks seger över protektorn Somerset 1551 med värdigheten earl av Pembroke. 
Han hyllade 1553 Jane Grey – sin son Henry hade han kort förut förmält med hennes syster Catherine – men i tid övergick han till Maria och kom snart i hög gunst hos henne och Filip II, trots att hans religionsuppfattning närmast var kalvinsk. 
Han bibehöll sin inflytelserika ställning även under Elisabet och påverkade henne bland annat ivrigt till förmån för den protestantiska kyrkopolitikens återupplivande. År 1569 råkade han i onåd, då han gynnat planerna på ett giftermål mellan Maria Stuart och hertigen av Norfolk.